# 有星あおり
有星 あおり（ありほし あおり　1998年6月18日 - ）は、日本のAV女優。Y's Entertainment所属。

## 略歴
2018年2月、マックス・エーの専属女優としてAVデビュー。
2019年7月29日、「宮名初季（みやな うぶき）」で新たにツイッターを開始。フォーティーフォーマネジメントに所属事務所を移して改名したことを報告。
2019年9月3日に休業を発表したが、10月21日には再びY's Entertainmentに所属し「有星あおり」として活動を再開することを報告。
同年11月4日週のFANZA動画フロア週間ランキングにて、出演作収録の『【福袋】顔良し体よし！恥じらい素人からどスケベ社会人まで。ガチの良作ハメ撮りのみを厳選した15作品中出し1050分【個人撮影】』（2024年7月発売、HMN WORKS）が週間ランキング1位に急上昇した。

## 人物
東京都出身。
趣味・特技はダンス（HIPHOP・ジャズ）。
初体験は、中学1年生（13歳）の時で、相手は当時付き合っていた彼。経験人数は3人。
AV出演の理由は、有名になりたいから。中学時代には芸能事務所のレッスン生だった。
AV女優になる前は、実家のラブホテルの受付でバイトしていた。

## 出演作品

### アダルトDVD
2018年
- 新人 19歳感度抜群ちっぱい美少女 決意のAVデビュー!!（2月25日、マックス・エー）
- 「もっと深くイってみたい･･･。」 19歳ちっぱい美少女を性感開発!!（3月25日、マックス・エー）
- School Days 超敏感美少女に大人のレッスン♥乳首コリコリ潮吹きSEX（4月25日、マックス・エー）
- ず〜っと乳首コリコリ♥ 痺れるくらい感じる乳頭開発セックス（5月25日、マックス・エー）
- 失禁SEXお漏らし解禁!! お嬢様の聖水（6月25日、マックス・エー）
- MAX-A専属女優 解禁 人生初! 生中出し SEX密着ドキュメント（7月25日、マックス・エー）
- 大絶頂×大痙攣悶え狂う中出しガクブルSEX（9月7日、マックス・エー）

2019年
- 生意気J○妹プリ尻挑発（6月7日、DOC）
- #ちょうゆとりちゃん 05（7月12日、STRAWBERRY CATS GOLD）※「かおりーな」名義
- 現役女子大生恥じらいAV出演 陸上とダンスで鍛えあげた身体能力を生かす腰使いで性の快楽に目覚めた美尻体育会系美少女あおりさん（7月12日、S級素人）
- 痙攣しながら幾度も膣イキ! 敏感淫乱娘はセックス依存癖の責め好き小悪魔! スレンダー制服美少女ハメ撮り!（7月13日、オーロラプロジェクト・アネックス）
- 顔出し!働く美女限定 ザ・マジックミラー 大手企業に勤める美脚OLさんが初めてのパンスト履きっぱなしイキ潮体験! in池袋 濡れシミができるほどパンストの中で手マンされ連続イキ漏らししたインテリオマ○コにデカチン挿入!!（7月19日、ディープス）
- 乳首いじり運動部レズ痴漢 〜陸上部/ダンス部/新体操部/水泳部〜（7月25日、ナチュラルハイ）
- 街角シロウトナンパ! vol.57 東京23区パコる女たち 1（7月26日、プレステージ）
- 野ション尻に我慢できず無理やり即ハメ! 媚薬チ○ポを抜いてもらえず何度も痙攣イキする女子○生（8月8日、ナチュラルハイ）
- マジックミラー号 はじめての相互オナニー鑑賞 ち○ぽにうっとり赤面! 女子○生にはちょっぴり刺激が強かったみたいで…「ちょっとだけ触ってもいいですか?」 かわいいお手手でシコシコ、お口でパクっと、ヌルっと挿入しちゃいました!（10月10日、SODクリエイト）※「みなみ」名義
- プチ円光の約束でホテルに入ったギャルヤンキーにエッチな無茶振りをしていくといつブチギレるのか!?徹底検証!!（10月11日、SCOOP）
- #なまなま個人撮影スマホ撮り 【ど素人】カップルいちゃいちゃムービー4組 NAMANAMA 14（12月6日、プレステージ）
- 『えっ!?何でそんな格好でお尻突き出してるの?誘ってるの??あっスタート練習か…』 2 陸上部に所属しているボク。雨の日は校内でのスタート練習がメインなんですがコレがとにかくエロいんです!最高なんです!すぐ目の前に女子部員のプリップリの突き出した引き締まったプリ神尻が見れて、走ったり跳んだりする度にプルンプルン揺れて、勃起が全然止まりません!「もしかして誘ってる?」と錯覚してしまったボクは気がついた時には勃起チ○ポをその綺麗なプリ神尻に押し付けちゃってたんです!!「ヤバイ、どうしよう!このままでは怒られる」そう思ったボクは半ばやけくそで、女子部員のパンツをズリ下ろしそのまま生挿入!無我夢中で腰を振り続け中出ししちゃいました!これはさすがにヤバイ!と思いきや「ねえ…もっとエッチしようよ」と自らお尻をいっぱいに広げて、まだ固いままの勃起チ○ポをお尻の割れ目で挟んできたんです!それからチ○ポが勃たなくなるまで何度も何度も中出しさせられました!!（12月19日、Hunter）
- 素人限定!目指せ!高額賞金! リモコンバイブのリモコン探しゲーム 2（12月19日、ATOM）
- 女子大生限定! ビールフェスナンパ2019!! ほろ酔いエチエチJD2人組みはラブホ連れ込み即OK!! ハッチャケ乱交SEXパーティーしちゃいました!!（12月25日、ナンパJAPAN）※「なな」名義

2020年
- お風呂場で二人だけの秘密! 『お兄ちゃん二人だけの秘密にして欲しいんだけど…(乳首)触ってみて…私…何か変なの…』 毎日毎日おっぱいを洗ってあげていたらいつの間にか開発されてしまった妹の乳首は触るだけで感じまくりで何度も何度もイキまくり!!ボクには可愛くて優しい妹がいる!女子○生になったばかりの妹とは今でもボクと一緒にお風呂に入るくらいとても仲が良いんです!!体もよく洗ってあげています!!いつもいつも丁寧に胸を洗っていたら乳首に触れる度に『あっ』と何やらスケベな声を出すようになったんです!!そして…『お兄ちゃん、ここ(乳首)触ってみて…私…何か変なの…』というから触ってあげたら体が反りかえるほど超感じまくり!!あの可愛らしい妹がドスケベな女に!!当然、その時既にボクのチ○ポは勃起しまくり!!妹はそれに気づき更に大興奮で小さいお口でボクの大きな勃起チ○ポに貪りついてきた!!そして、一線を越えてしまいました!!それどころか何度も何度も妹の中に出してしまいました!!（1月7日、Hunter）
- 絶対にナマで連射させてくれる連続中出しJ○学園祭ソープ!（2月21日、DOC）
- 妻の連れ子の美人姉妹と川の字で寝ることに、手を出してはいけないと分かっていながらも無防備な生乳に欲情してしまい…（3月6日、DOC）
- 『おちん○ん入るところ…わかる?』 優しくて美人な保健の先生が初めての童貞筆おろし! まんぐりおま○こ観察でぐしょ濡れになるほど興奮しちゃって…（3月20日、DOC）
- 調教依頼（4月1日、中嶋興業）
- 『横から手を入れて胸揉みてー!!』 明らかに成長して巨乳になった妹の横乳にノックアウト! ちょっと前まで子供だと思っていた妹が最近になってメチャメチャ可愛くなって来てボクのドストライクなんです!!しかも脇から腰にかけてパックリ開いた横乳全開の無防備な格好で家の中を歩いているから、大きくて柔らかそうな横乳がプルンプルン揺れているんです!もう勃起を抑えるのに大変です!顔も体も超ボク好みで我慢の限界に達したボクは理性が崩壊!妹が寝ている間に服の横から手を入れて生乳を揉みしだいていると妹が喘ぎ出してさすがにヤバいと思いきや、妹もムラムラ発情したのかボクの勃起チ○コに手を伸ばしてきて禁断の近親相姦に発展しちゃう神展開!（4月7日、Hunter）
- 顔に似合わずお下品に股を開く援助女子●生に生中出し! 2（4月10日、宇宙企画）
- パコれる素人さん。 DOC AMATUR CH vol.7（4月10日、DOC）※「あおりん」名義
- 一回だけ!フェラだけのつもりが悪夢の性奴隷化! 就職を希望する会社にインターンシップで入った私は、深夜のオフィスで部長と二人で残業していると、いきなり部長に抱きつかれ、必ず内定を出すと言われてフェラチオさせられました。翌日、出社すると社内の男性社員から変な視線を感じました。フェラまでして就職を迫ったアバズレと部長に吹聴された私は社員全員に悪夢の性奴隷にされてしまいました…（4月19日、お夜食カンパニー）
- 「私でいっぱい発射(だし)してくださいね!」「ダメ!私でいっぱい出して!」 勃起しっぱなしのボクを見かねた天使のように優しい看護師さん達は実は単なるドスケベ女! ボクのことを奪い合い周囲にバレないように声を押し殺して我先にボクの耳元で「あっ!ダメ!イク!イっちゃう!」とささやき連続痙攣イキするド淫乱小悪魔に変貌!利き手をケガして入院したボクに優しく接してくれる看護師さん!しかもみんな可愛くて天使みたいな存在!利き手が使えないボクはうまくオナニーができず日々溜まるばかり!!おかげで勃起がおさまらず辛い日々を過ごしています。それを見かねた看護師さんがこっそり勃起をあおさめてくれることに!すると…初めはボクの為に…と献身的にヌこうとしてくれていたのに…自分のヤリたい欲に負けた看護師さん達はチ○ポを奪い合うドスケベ小悪魔化!?誰にもバレないようにささやき連続痙攣イキで何度も中出しをせがんできた!!（5月7日、Hunter）
- リピーター続出!お触りNGなのにお願いされたら断れない新人エステ嬢は立ちバックで生挿入!足がガクブル痙攣イキ! 2 出張エステをお願いすると、とても若くて綺麗な新人の女の子がやってきた!!普通にマッサージを受けてるだけなのですが、そのあまりの可愛さに我慢出来なくなり、お触りNGにも関わらず執拗に女の子の体を色々触っていたら「ダメです、ダメ」と抵抗はしつつも吐息が少しずつ聞こえ始めた!さらに紙パンツからチ○ポがはみ出すほどの勃起を見せつけたら明らかに興奮してしまう新人エステ嬢。強引にパンツに指を突っ込むとビショ濡れ状態で指を中に挿れたら体をくねらせ感じまくり!そのまま立ちバックで生挿入したら足がガクブル痙攣イキ!イってもイっても終わらないエンドレスピストンで連続痙攣爆イキ!（6月7日、Hunter）
- TSF憑依交姦銃 〜憑依銃で生意気だけど超カワイイJ◎と入れ替わったんだけど、悪友たちに何度も輪姦されメスイキさせられて…〜（6月12日、ゲッツ!!）
- うちの妻・E美(25)を寝取ってください 結婚三年目 会社員 子供なし 88（6月19日、ゴーゴーズ）※「E美」名義
- ムレムレ黒パンスト美脚&神尻女子社員の生着替えをのぞいていたら… 最近入社した会社は女子社員だらけで男はボク1人!肩身が狭い環境なのでくじけそう…にはなりません!なぜかというと、黒パンスト美脚&神尻タイトスカートが見放題だから!さらに今日は女子社員たちの生着替えに遭遇!たまらずのぞき見していると…バレてしまってメチャクチャ怒られる!と思ったら、欲求不満の女子社員たちはボクの勃起に超発情!?ムレた黒パンストでチ○ポを足コキ&尻コキ!それだけは物足りず、社内でこっそりチ○ポをハメてきて何度もパンスト発射&中出しを要求されちゃいました!!（6月19日、Hunter）
- 「ねえ、もっとエッチなことしなくてもいいの?お兄ちゃん…」 フェラの手つきで過激にアピール!エスカレートする妹の誘惑! 2 妹はボクのことが大好きで、ボクが喜ぶことは何でもしてくれます。初めてオナニーが見つかった時などは引くどころか進んで手コキで抜いてくれて、そこからはどんどん過激に!「お兄ちゃん!今日も舐めてあげるね!」と親がいる前でもフェラの手つきでアピールしてくるんです。でもあるとき、フェラしてもらっていると「ねえ、もっとエッチなことしなくていいの?お兄ちゃん」と言ってくるので「さすがに兄妹だしこれ以上は…」と言うと悲しい顔をす妹。「じゃあ擦り付けるだけ、それならいいでしょう?」とボクの上に跨ると、すぐに挿れようとしてくる!ダメだと言っても全く言うことを聞かず、イタズラっぽい笑みを浮かべて「挿っちゃった」とボクの手を押さえつけてガンガン腰を振るもんですから堪らず中出し!もうそれからはどうでも良くなっちゃって妹の中に何度も中出ししちゃいました!!（6月19日、Hunter）
- 友達のギャル彼女がホットパンツの食い込みエロ尻で誘惑してきたので…（6月19日、ゲッツ!!）
- クラスの女子の間でベロチュー大流行!教室内で女子たちがチューしまくり!見ていたボクもベロチューブームに巻き込まれた。それだけでは終わらず… 男女比1:9!の男はボクが1人だけのクラスでは「スカートめくり」や「おっぱい揉み」など女子たちのエッチなおふざけがしょっちゅう流行るのですが…今流行っているのは女子同士のベロチュー!?その光景を目の当たりにしたボクは気まずさと興奮が止まりません!すると女子たちの悪ノリが始まって今度はボクにベロチュー!?そんなことになって勃起していると女子たちのムラムラが爆発!学校内でボクのチ○ポをハメるのが大流行!?炎上するより快感が勝って何度も何度も中出しするのが当たり前になってしまい…!?（7月7日、Hunter）
- 男社会で働く同僚のギャル工員が財布を盗んだと因縁つけられ胸糞痴漢に遭い同僚チ◎ポに無慈悲中出し制裁され…（7月17日、ゲッツ!!）
- 友達と飲み会後、終電を逃して家に泊めた親友の彼女。言葉巧みに口説いて、朝まで何度も何度もハメまくり!心配して彼女を探しにきた親友に隠れてまでエッチしたくなるほどボクとの浮気セックスにドハマり!（7月19日、Hunter）
- 犯され願望満載ソソるドMエロ妄想女子社員 中途採用の女子社員が、上司のパワハラ面接で全裸にされ辱めを受けているにもかかわらず我慢している姿を見てしまった! なので二人きりになった所で慰めようとすると…あなたも私の弱みにつけ込んで私を肉玩具にするんでしょと言ってきた!?そんなこと無いよ大丈夫だよと言っても、極太チ○ポ咥えさせたり、裸にしたりするんでしょと自分で言いながらハアハア感じまくり!??コレはヤッテ欲しいんだと気づいたのでエロい指示を指すと…何でもしてくれて根本まで犯してやるとモットモットとヨダレを垂らして感じまくり!彼女は犯され願望満載ドMエロ妄想女子社員だった!!（7月23日、SOSORU×GARCON）
- ハメ撮り願望の女 Vol.3（8月1日、あら、スケベ）
- 『えっちょっと、ヤメテ!わたし違う…ダメ…』 彼女と勘違いして双子の妹(超まじめで地味)に後ろから生で即ズボ!で勘違い中出ししたら… ボクの彼女には双子の地味でまじめでエッチに無縁な妹がいます!そんなまじめな妹を彼女(姉)と勘違いしてしまい後ろから生で即ズボ!気づかずに生チ○ポで何度もイカせまくっていたら途中で彼女ではなく妹であることに気づき必死に謝罪!!ヤバイと思ったけど発情した双子の地味妹は自ら腰を振って何度もイキまくり!彼女(姉)では絶対ヤラせてくれなかった生SEXさせてくれるほどお姉ちゃん以上のド淫乱女に豹変!!（8月7日、Hunter）
- 俺の不正を粛清しまくる正義K察なま〜ん(笑)に催淫CDを使い即席セクキャバ嬢にしたら…（8月19日、山と空）
- ノリが良さそうな黒ストギャルに「リモバイ」を着けて10分耐えたら謝礼もっとあげますとお願いしたところ…（9月11日、ゲッツ!!）
- 『お兄ちゃん私意外と胸大きくなったでしょう?』 『いや全然』『むしろそれ(微乳)が最高(心の声)』狭いお風呂で妹に背中を流してもらっていたら… 胸が膨らみかけた妹は無邪気に接してきてボクの事が超大好きで、今でもボクと一緒にお風呂に入りたがる!強引にお風呂に入ってきた妹に背中を流してもらっていたら膨らみかけの胸は丸見えだし乳首はボクの体に当たりまくり!そんな事されたら妹と分かりつつもフル勃起!!勃起に気づいた妹は気持ち悪どころか小ぶりな胸をボクの腕に擦り付けてきて発情!そして『お兄ちゃんの…スゴイ大きいね』と言ってチ○ポを触ってきてまさかの神展開!!しかも想像できないほどスケベで『中に出して』とカニばさみロックで中出し強要されちゃいました!（10月7日、Hunter）
- 無防備パンチラはわざと? ボクが入った図書委員会の女子たちは、スカートが短く前かがみでモノを取ったり、しゃがむ度にパンチラしまくるもんだから興奮して勃起しまくり!思わずガン見していたら勃起がモロバレで慌てて言い訳するも、彼女のスケベ心に火が点いたのか露骨に誘惑!パンツの中はすでに爆濡れ状態!人がいようがお構いなしに求めてきます!（10月19日、Hunter）
- 全裸よりもエロいノーブラ生タッチOKのセクキャバでベロキスし続けたらキャバ嬢が本気になってきたので…（11月13日、ゲッツ!!）
- 中出しロシアンルーレット 〜裏切り合う女たち〜（11月19日、Hunter BLACK）

2021年
- 『私がこんなにスケベなのは学校の皆には言わないで下さい』ボクの彼女は学校では超真面目な学級委員長！でも実は想像できないくらいスケベで痙攣…（1月7日、Hunter）
- ギャラ・キャンプ 平野まな/有星あおり（3月10日、プレイエンターテイメント）
- 実録ドキュメントパパ活 お口奉仕はとっても健気だけど、体中超敏感な就活女子をたっぷりと頂きました！（8月31日、カリマンタン）

2022年
- 本番禁止のメンエスでやたらとお尻を強調してくる嬢は照れながらも基盤OKになることが多い件（2月11日、ゲッツ!!）
- 居残り露出を楽しんでいた女教師はその一部始終が同僚にバレると羞恥快感に襲われうれション発情し…（3月11日、ゲッツ!!）

### VR
2019年
- 何でもするから許してください!おびえる彼女を脅して欲望のままに陵辱中出し!!（2019年7月30日、KMPVR）

2020年
- 誰とエッチできるかわからない!ドキドキの修学旅行の夜!! 果たして誰が布団に入ってくるのか? クラスに男はボク1人の修学旅行の夜。女子部屋で一緒に盛り上がっていたら見回りの先生がやって来た!ピンチ!!と思い慌てて布団に隠れたら同じ布団にもう1人…クラスの女子が慌てて隠れて来て、狭い布団にふたりきりで急接近!先生がいなくなるまで布団に隠れていたら、彼女の吐息や心臓の音が…そして彼女がボクをじっと見つめて来て恥ずかしそうに「なんかドキドキするね」と!そして唇もすごく近い!!段々と変な感じになってきて徐々に近づいてくるクラスメイトの女子…。そしてお互い我慢できなくなり唇と唇を重ねて… TYPE-A/B/C/D（4月14日、お夜食カンパニー）

### アダルトサイト
「MGS動画」
2018年
- 初めてのAV面接で何もわからずハメられちゃう女の子（6月16日、投稿マーケット素人イッてQ）

2019年
- ま○この吸着感ハンパない【騎乗位】【バック】【正常位】で女子大生に生中出し3連発!!「私、プロダンサーになりたいんです!」と、ダンサーの聖地で日々練習に励み夢に向かって真っすぐな女子大生あおりちゃん。。。が!!蓋を開ければ高速腰振りで男を骨抜きにする性欲無限大の絶倫女だと?!新宿で出会ったあおりちゃんは昼はダンスで腰を振り、夜は濡れ場で腰を振る、夢にもエロにも貪欲な驚異の絶倫ストリートダンスな女だった!!【東京23区パコる女達】＜調査エリア：新宿区：あおりちゃん21歳大学生＞（4月9日、プレステージプレミアム）
- 初出勤のデリ嬢に内緒で中出し!（5月1日、投稿マーケット素人イッてQ）
- 【初撮り】ネットでAV応募→AV体験撮影 963 彼氏いなくて、AVをめちゃくちゃ観てます♪好奇心で身体を張ります!大声でイクイク連発!!スレンダーボディを震わせてイキまくる!!（5月19日、シロウトTV）
- 【個人撮影】美玖ちゃん/19歳/学生(ダンスサークル)/大学生カップル/イチャラブ/健康的スレンダー美少女/スポブラ/スパッツ/ショートヘア/おしっこ/3発射/SEX/フェラ/口内射精x2/電マ/大量射精/巨根（5月27日、なまなま.net）
- 射精が止まらない!超気持ちイイ 美少女手コキ! 7（5月30日、DOC）
- かおりーな（6月21日、しろうとまんまん）
- かおりーな(18) 2（6月28日、しろうとまんまん）
- 有名美ジョガーに取材と偽り性交渉!運動している女子はエロかった!（8月4日、投稿マーケット素人イッてQ）
- 【配信専用】絶対主観で美少女から超気持ちイイねっとりレロレロ乳首舐めされつつ、ヌルヌルゴッシゴシ手コキされ精子が枯渇寸前! 5（8月29日、DOC）
- 【配信専用】射精が止まらない!超気持ちイイ美少女手コキ! 8（11月21日、DOC）
- 【ヤリマン早漏ダンサー】誰もが振り向く超美脚!ダンスで鍛え抜かれたエッロイ腰つき!可愛い顔した極エロダンサーの正体は、50人の男を喰い散らかした肉食ビッチ!酒の力でテンションMAX!!チ●コのリズムにあわせて踊り(ハメ)狂ってエビ反り絶頂の巻。：パコパコ女子大学 女子大生とトラックテントでバイト即ハメ旅 Report.109（12月7日、プレステージプレミアム）
- マジ軟派、初撮。 1422 人通りの少ない板橋で見つけたのは…ショートパンツにショートヘアのアクティブ系JD!「学校の単位がヤバい!!」急ぐ彼女を引き止めて、ホテルへ連れ込みエッチなイタズラを敢行!恥ずかしがる彼女の目の前に勃起チ●ポを見せてみた結果…!?（12月8日、ナンパTV）

2020年
- 【J●ソープ嬢】神テク鬼責めで快感止まらず、生ハメ膣内射精2連発♪♪（2月13日、しろうとまんまん）
- あおりん(20)（2月22日、しろうとまんまん）
- 「年下の感じてる顔が好き」な保健室の先生が童貞筆おろし→生出しSEX2連発♪♪（3月4日、しろうとまんまん）

「FANZA」
2019年
- あおり（7月12日、俺の素人）
- はじめてのセンズリ鑑賞で発情してしまったスケベな女子○生 みなみ(18)（7月26日、SODクリエイト）
- あおりちゃん（8月2日、夢中企画）
- 彼女と勘違いして双子の妹(超まじめで地味)に後ろから生で即ズボ!で勘違い中出し!（9月12日、Hunter）
- あおり（10月10日、俺の素人）

2020年
- 『お兄ちゃん、ここ(乳首)触ってみて…私…何か変なの…』  妹の乳首が敏感すぎて…一緒にお風呂に入って軽く乳首に触れたら感じまくって超発情!（2月17日、Hunter）※「まなみ」名義
- 服装が清楚でお堅そうな雰囲気だが、靴だけやけに汚い女は簡単にヤレるのか?説（8月28日、むちゃぶりTV）

「S-Cute」
- #763 Aori（2020年4月13日）

### イメージDVD
- 初裸 virgin nude（2018年2月15日　REbecca）